# Świder WKD
Świder WKD – zlikwidowany wąskotorowy kolejowy przystanek osobowy w Otwocku, w dzielnicy Świder, w województwie mazowieckim, w Polsce.